# Eichel/Hofgarten (Wertheim)
Eichel/Hofgarten ist ein Stadtteil der Großen Kreisstadt Wertheim im baden-württembergischen Main-Tauber-Kreis im Regierungsbezirk Stuttgart.

## Geographie

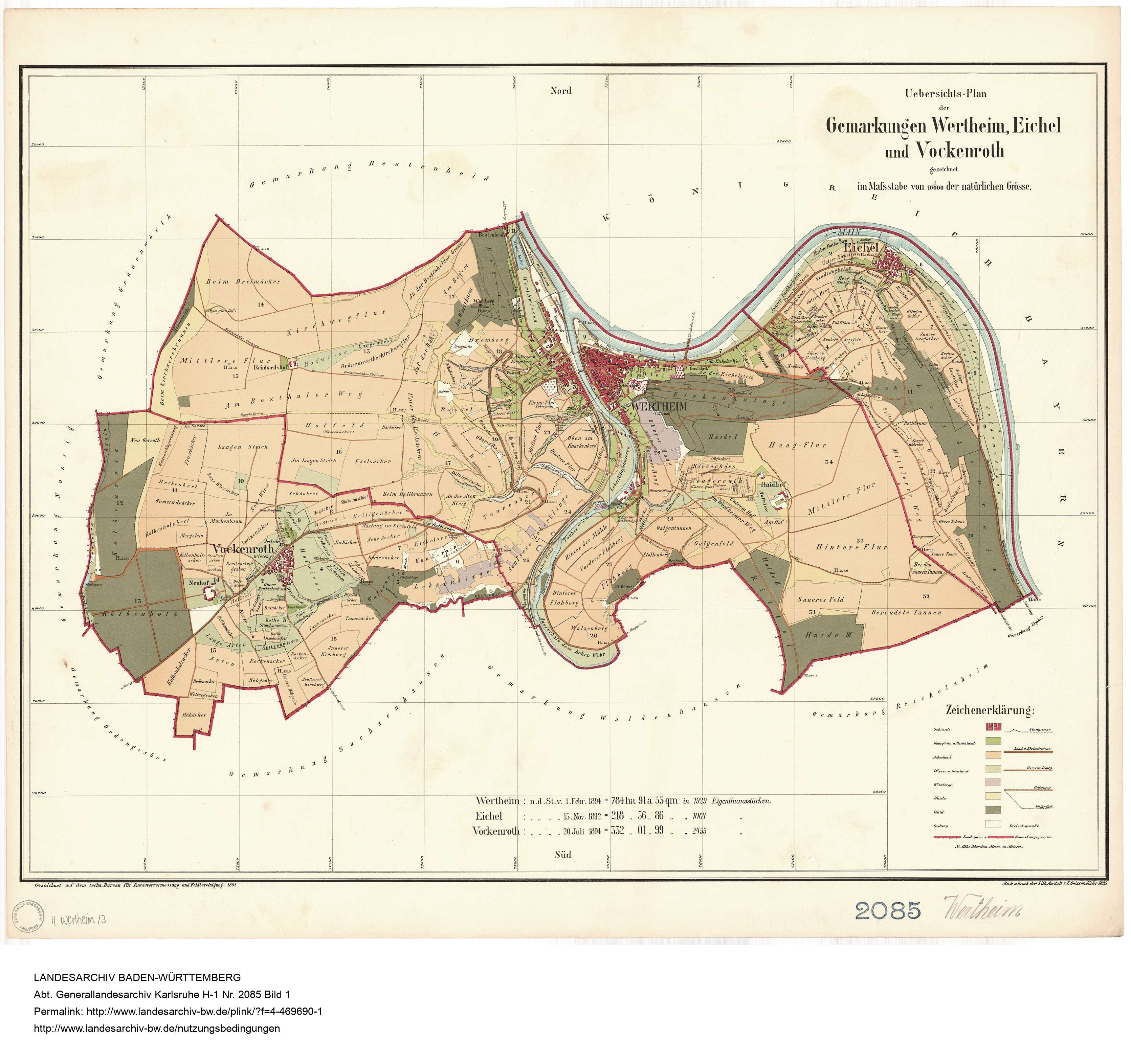
Die Gemarkung von Eichel um 1892, sowie das damals noch nahezu unbesiedelte Wohngebiet Hofgarten, zwischen den Gemarkungen von Eichel und der Kernstadt Wertheim

### Lage
Eichel/Hofgarten liegt 156 m ü. NHN im Osten der Gemarkung der Kernstadt an der Landesstraße 2310.

### Stadtteilgliederung
Der Stadtteil besteht aus den Ortsteilen Eichel und Hofgarten.

## Geschichte
Am 31. Dezember 2022 hatte Eichel/Hofgarten 1709 Einwohner.

## Politik
Der Stadtteilbeirat Eichel/Hofgarten besteht aus dem Vorsitzenden Roland Olpp und sieben weiteren Stadtteilbeiräten.